# Cruriraja poeyi
Cruriraja poeyi is een vissoort uit de familie van de Gurgesiellidae. De wetenschappelijke naam van de soort is voor het eerst geldig gepubliceerd in 1948 door Bigelow & Schroeder.